# Cefalea da tosse
La cefalea da tosse, chiamata anche cefalea primaria da tosse, è una rara forma di cefalea transitoria, la cui durata varia da 1 secondo a 30 minuti, anche se si sono registrati episodi di durata superiore.

## Storia
Il termine originale, ovvero in francese "céphalée à l'effort", venne introdotto nel 1932. In seguito le cause vennero studiate da Williams nel 1976, mentre il termine "cefalea benigna da tosse", una forma distinta è stato coniato nel 1956 da Symonds.

## Epidemiologia
Si manifesta principalmente nel sesso maschile a partire dalla quinta decade.

## Sintomatologia
Spesso non mostra alcuna manifestazione correlata (nel 60% dei casi infatti è asintomatica), si può mostrare una malformazione di Arnold-Chiari tipo I. Inoltre si riscontra un forte dolore localizzato alla testa durante i normali atti del chinarsi o del risollevarsi.

## Eziologia
Tale tipologia cefalica deriva da episodi di tosse, oppure da una successione di starnuti o dalla manovra di Valsalva, per essere diagnosticata come tale altre possibili patologie devono essere escluse.
La causa deriva probabilmente da un momentaneo blocco al deflusso liquorale. Patologie carotidee e aneurismi cerebrali possono causare tali forme di cefalee.

## Esami
Si può venire sottoposti ad una risonanza magnetica utilizzando il gadolinio come mezzo di contrasto.

## Terapia
Fra i vari farmaci utilizzati l'indometacina è uno dei più utilizzati.